# Ernst Urbach
Ernst Urbach född 1872 i Burg an der Wupper, nu Solingen, Tyskland död 1927 i Sankt Blasien var en flöjtist och kompositör.

## Kompositioner
- Per Aspera Ad Astra
- Reginamarsch
- Sektgeister/ Champagne Spirits, waltzer